# Warwick Dalton
Warwick Dashwood Hirtzel Dalton (Otahuhu, Regió d'Auckland, 19 de febrer de 1937) és un ciclista neozelandès, ja retirat, que va competir durant les dècades de 1950 i 1960. Va combinar el ciclisme en pista amb la ruta. Durant la seva carrera esportiva va prendre part en dues edicions dels Jocs Olímpics d'Estiu, el 1956 a Melbourne, i el 1960, a Roma. En el seu palmarès destaquen dues medalles de bronze als Jocs de l'Imperi Britànic i de la Comunitat de 1958 i el Campionat d'Austràlia en ruta de 1963.

## Palmarès en ruta
- 1959
  - 1r al Tour de Southland
- 1960
  - 1r a Halstead
- 1961
  - 1r al Tour de Southland
  - Vencedor de 2 etapes a la Milk Race
- 1963
  -  Campió d'Austràlia en ruta
- 1969
  - 1r al Tour de Southland

## Palmarès en pista
- 1963
  - 1r als Sis dies de Launceston (amb Giuseppe Ogna)